# Saint-Michel (Quebec)
Saint-Michel, antes también conocido como La Pigeonnière (o Lapigeonnière) y Saint-Michel-de-Napierville, es un municipio de la provincia de Quebec en Canadá. Es una de las ciudades pertenecientes al municipio regional de condado de Les Jardins-de-Napierville y, a su vez, a la región de Vallée-du-Haut-Saint-Laurent en Montérégie.

## Geografía
El territorio de Saint-Michel se encuentra ubicado entre los municipios de Saint-Mathieu al norte, Saint-Édouard al este, Saint-Patrice-de-Sherrington al sur, Sainte-Clotilde al suroeste, Saint-Rémi al oeste y Saint-Constant al noroeste. Tiene una superficie total de 60,13 km² cuyos 59,87 son tierra firme.

## Política
Saint-Michel está incluso en el MRC de Les Jardins-de-Napierville. El consejo municipal está compuesto por seis consejeros representando seis distritos territoriales. El alcalde actual (2015) es Jean-Guy Hamelin.
El territorio de Saint-Michel forma parte de las circunscripciones electorales de Huntingdon a nivel provincial y de Beauharnois-Salaberry a nivel federal.

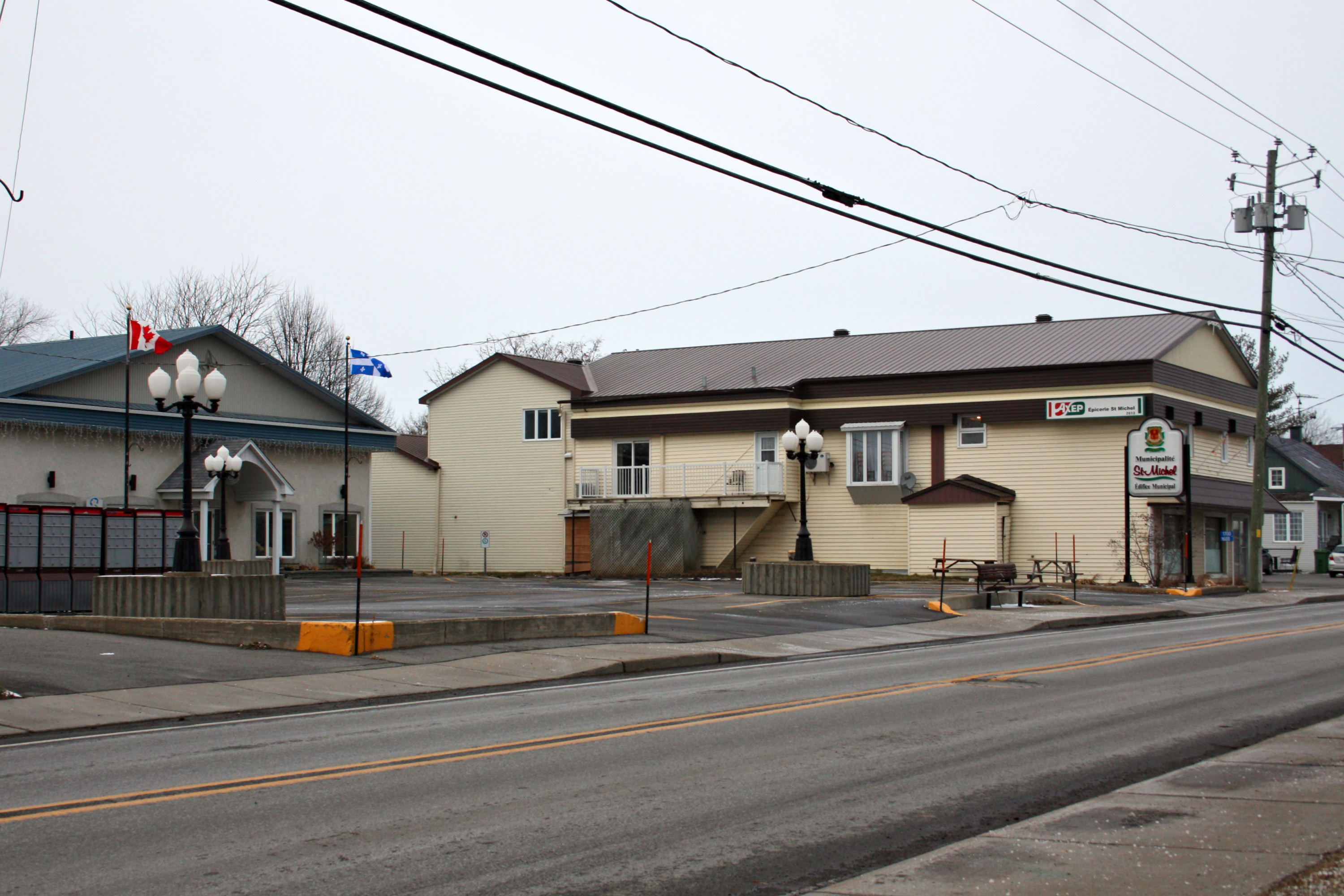
Casa municipal

## Demografía
Según el censo de Canadá de 2011, había 2884 personas residiendo en este municipio con una densidad de población de 48,2 hab./km². Los datos del censo mostraron que de las 2657 personas censadas en 2006, en 2011 hubo un aumento de 227 habitantes (9,4 %). El número total de inmuebles particulares resultó de 1067. El número total de viviendas particulares que se encontraban ocupadas por residentes habituales fue de 1024.
Evolución de la población total, Saint-Michel, 1991-2015